# Plateau Fraser
Le plateau Fraser (en anglais : Fraser Plateau) est un sous-plateau du plateau intérieur, dans la province de Colombie-Britannique au Canada.

## Subdivisions
- Plateau Fraser :
  - Plateau Chilcotin ;
  - Plateau Cariboo ;
    - Plateau Bonaparte (également sous-partie du plateau Thompson dans certaines définitions) ;

  - Plateau Nechako ;
    - Plateau McGregor.